# 綾咲みなと
綾咲 みなと（あやさき みなと、1989年10月25日 - ）は日本の元タレント。神奈川県出身。血液型はO型。2020年3月2日を以って芸能界を引退した。

## 略歴
- 2005年11月、撮影会デビュー。
- 2008年に撮影会、ライブ多数出演。
- 2009年9月、アリーナミュージックに所属。綾咲みなとに芸名を変更[1]。
- 2010年末までにアイドルとしてライブ活動、撮影会出演。1950年代〜80年代のR&Bやソウルミュージックのエンターテイメント集団ユニットである「エスコーツ」において、MINATO名義でライブ活動。グラビアのイメージDVDをリリース。
- 2010年12月、所属事務所アリーナミュージックを退社し、結婚。[2]。
- 2011年、主婦ドルとして撮影会、ライブ、MC、映画、舞台など幅広く活動。
- 2013年7月、ベネッセコーポレーション生活情報誌、サンキュ！公式主婦ブロガーとしてデビュー[3]。
- 2020年3月2日を以って芸能界を引退した。引退前はほとんど活動はしていなかった。

## 出演

### TV
- ビーバップ!ハイヒール（ABCテレビ、2015年）
- 今ちゃんの「実は…」（ABCテレビ、2015年）
- ダウンタウンのガキの使いやあらへんで!! 絶対に笑ってはいけない名探偵24時（日本テレビ、2015年） - バス乗客 / 女子高生 役 他
- 行列のできる法律相談所（日本テレビ、2016年） - アイドル 役 他
- めちゃ×2イケてるッ!（フジテレビ、2016年） - ウェイトレス 役
- やっちまったTV（フジテレビ、2016年） - ママ友 役
- 激突!ニッポン仕事人（日本テレビ、2016年） - モテ髪師大悟カットモデル
- さまぁ〜ずの神ギ問（フジテレビ、2016年）
- おじゃMAP!!（フジテレビ、2016年）
- PON! PON!ポシュレ（日本テレビ、2016年）
- 結婚したら人生劇変!○○の妻たち（TBSテレビ、2017年）

### 映画
- 平成トンパチ野郎〜男はツラだよ〜（2009年） - うぱ様 役
- エビルロード -悪魔の十字架-（2010年） - 修道女 役
- タリウム少女の毒殺日記（2013年） - イジメっ子たち 役

### ラジオ
- エスコーツ(escorts)「ソウルミュージックが好き」（レインボータウンエフエム放送、2009年） - レギュラー

### DVD
- 神様・仏様・うぱ様（オルスタックピクチャーズ、2009年12月29日）

### CD
- すぅぱぁ☆はっぴぃ（Orange Music、2010年）
- ミオヤマザキ アイドル feat.100人のアイドル（SONY EPICレコード、2015年）
- アイドル 綾咲みなと feat.ミオヤマザキ（SONY EPICレコード、2016年）
- 猫の恩返し(Zelfstandig)ボイスドラマ（2016年） - 猫のたま 役 他
- 森真梨「キセキ」MV（リンガックス・レコード、2016年）

### web
- Yahoo!グラビア天気予報 グラビア
- Meet The Girl グラビア
- ガールズトレイン（あっ!とおどろく放送局、2009年） - レギュラーMC
- さっち〜先生とうぱ様の!?学園（しながわてれび放送、2010年） - レギュラー
- それいけ!うぱさま（ニコニコ生放送、2014年） - レギュラー
- ウィメンズパーク リカルデント ガムを使った表情筋メンテ（2014年） - モニター
- 美人×スナップ（2015年）
- まち美女（2015年）
- webR25 今日の彼女（2015年）
- LINE クリエイターズスタンプ それいけ!うぱさま（2015年）
- 美人時計（2015年）
- 美女十色（2015年）
- タイムスリップ女子高生（2015年）
- 美女景色（2016年）
- 美女暦（2016年）
- ようこそ!富士見銀座商工会へ（AbemaTV、2016年） - ゲスト
- よしもとチャンネル（AbemaTV、2016年）
- 住宅情報館　コンテンツ　街並み情報館（2016年）
- パナソニック レッツノート WEBコンテンツモデル（2017年）

### 雑誌
- meet the girl
- フォトテクニックデジタル（玄光社、2009年）
- if Collection（2015年）

### 舞台
- 【GIRLS TRAIN トライアングル・シアター VOL.1】 Life means meeting somebody（2011年） - ちはる 役
- 劇団ソコソコ Laugh☆Love☆Toughガチャぽん「鳥居を噛む狂う」（2011年） - 佐藤さん家の奥さん（妊婦） 役